# 쿠르라트
쿠르라트(아랍어: كراث)는 부추속의 재배 식물이다. "리크"나 "이집트 리크"로 부르기도 하며, 이집트 등지에서 재배된다. 코끼리마늘(A. ampeloprasum)의 재배종이며, 같은 종의 재배 식물로는 리크 외에도 코끼리마늘과 구슬양파 등이 있다.

## 같이 보기
- 리크